# 뤼슬립 매너역
뤼슬립 매너(영어: Ruislip Manor) 역은 런던 서부의 뤼슬립 매너에 위치한 런던 지하철역이다. 이 역은 이스트코트 역과 뤼슬립 역 사이에 위치하며, 메트로폴리탄 선과 피카딜리 선의 옥스브리지 지선에 있다. 이 역은 다리 위를 가로지르는 빅토리아 로드(Victoria Road)에 위치해 있다. 두 개의 굽어진 출입구가 있으며, 계단을 통해 승강장에 들어갈 수 있다. 이 역은 트래블카드 6구역에 있다. 가장 가까운 역은 센트럴 선의 뤼슬립 가든 역이다.

## 역사
메트로폴리탄 철도(해로 & 옥스브리지 철도)는 뤼슬립 매너를 통해 해로온더힐과 옥스브리지 사이의 노선을 건설하고, 1904년 7월 4일에 운행을 시작했는데, 처음에는 뤼슬립 역이 유일한 중간 정차역이었다. 처음에는 증기기관차로 운행되었으나, 몇 개월 만에 선로의 전철화가 완료되었고 1905년 1월 1일부터 전기 열차가 운행되기 시작하였다.

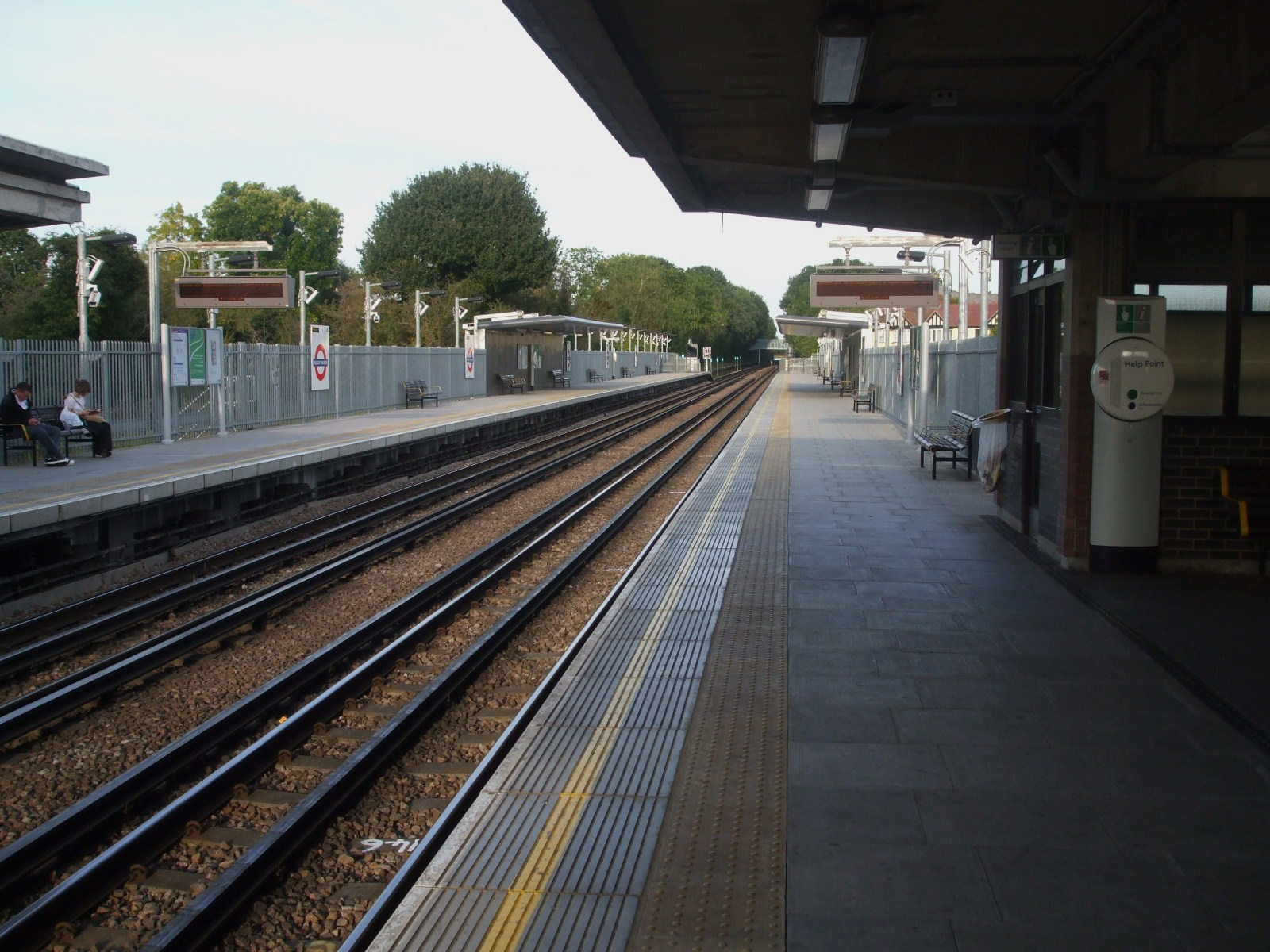
동쪽으로 촬영한 서행 승강장

1910년 3월 1일, 레이너스 레인의 메트로폴리탄 철도와 연결하기 위한 사우스 해로발 디스트릭트 선 연장선이 개통되어 이 날부터 디스트릭트 선의 열차가 레이너스 레인과 옥스브리지 사이의 역을 운행할 수 있게 되었다.
향후 20년간 서부 미들섹스 지역의 진보적인 발전으로 새로운 주거 지역 성장을 촉진하기 위해 옥스브리지 지선을 따라 점진적으로 추가 정거장을 개장했다. 1912년 8월 5일 뤼슬랩 매너 역은 뤼슬립 매너 Halt(Ruislip Manor Halt)란 역명으로 개장했다.
1933년 10월 23일, 디스트릭트 선에서 피카딜리 선의 열차로 대체되었다.
1930년대 동안 이 역에서 늘어난 승객 수에 맞추어 1938년 6월 26일에 재건된 역이 개통되었다.
그 역은 2005년에서 2006년 사이에 대대적인 정비를 받았다. 두 승강장 모두 순차적으로 재건되어 약 4개월 동안 각 승강장에서 열차가 정차하지 않았다. 이 작업은 2006년 가을에 완료되었다. 지역 녹색당 의원들은 개선된 장애 접근성이 이번 개편에 포함되지 않았다고 논평했다. 역 바로 앞에 있는 역 다리 아래로 높은 차량들이 지나갈 수 있도록 역의 높이가 평균보다 상당히 높아졌기 때문에 승강장까지 올라가는 계단의 수가 역 평균보다 높다.

## 운행 정보

### 메트로폴리탄 선
메트로폴리탄 선은 급행 운행을 하는 유일한 노선이지만 옥스브리지 지선의 메트로폴리탄 선 열차는 월요일부터 금요일까지 오전 출근 시간대(06:30~09:30)에만 동쪽으로 운행한다.
비혼잡 시간대의 시간당 열차 대수는 아래와 같다.
- 8대 : 동행 (베이커 스트리트 경유 알드게이트 방면) (전역정차)
- 8대 : 서행 (옥스브리지 방면)

아침 출근 시간대의 시간당 열차 대수는 아래와 같다.
- 2대 : 동행 (베이커 스트리트 경유 알드게이트 방면) (급행)
- 4대 : 동행 (베이커 스트리트 경유 알드게이트 방면) (전역정차)
- 4대 : 동행 (베이커 스트리트 방면) (전역정차)
- 10대 : 서행 (옥스브리지 방면)

저녁 퇴근 시간대의 시간당 열차 대수는 아래와 같다.
- 7대 : 동행 (베이커 스트리트 경유 알드게이트 방면) (전역정차)
- 3대 : 동행 (베이커 스트리트 방면) (전역정차)
- 10대 : 서행 (옥스브리지 방면)

### 피카딜리 선
레이너스 레인~옥스브리지 구간에는 06:30(월~금), 08:45(토,일) 이전에 피카딜리 선 운행이 없다. 단, 옥스브리지 발 열차는 이른 아침 시간인 05:18(월~토), 06:46(일요일)에 운행을 시작한다.
비혼잡 시간대의 시간당 열차 대수는 아래와 같다.
- 3대 : 동행 (콕포스터스 방면)
- 3대 : 서행 (옥스브리지 방면)

출퇴근 시간대의 시간당 열차 대수는 아래와 같다.
- 6대 : 동행 (콕포스터스 방면)
- 6대 : 서행 (옥스브리지 방면)

## 연결 교통
런던 버스 114, H13, 398번이 이 역을 지난다.

## 인접한 역
| 메트로폴리탄 선        | 메트로폴리탄 선                   | 메트로폴리탄 선                              |
| ---------------------- | --------------------------------- | -------------------------------------------- |
| 뤼슬립 옥스브리지 방면 | 메트로폴리탄 선 (옥스브리지 지선) | 이스트코트 베이커 스트리트 / 알드게이트 방면 |
| 피카딜리 선            |                                   |                                              |
| 뤼슬립 옥스브리지 방면 | 피카딜리 선 (옥스브리지 지선)     | 이스트코트 콕포스터스 방면                   |